# Feel So Close
"Feel So Close" é uma canção do artista escocês Calvin Harris de seu terceiro álbum de estúdio. Ele foi lançado como single do álbum, em 19 de agosto de 2011. Harris volta a cantar nesta canção, depois de anteriormente afirmado que ele tinha parado de cantar em shows. A canção estreou na posição de número 2 na Irlanda, tornando-se seu single no topo das paradas do país. No Reino Unido, a canção também estreou na posição de número 2, tornando-se uma das canções no topo da top 10 de singles. A música marcou a sua segunda canção nas paradas da Billboard Hot 100 nos Estados Unidos (a primeira foi com a participação da cantora Rihanna, com "We Found Love"). Foi ouvida pela primeira vez por muitos americanos como a música de rotina do Team iLuminate no final do America's Got Talent, mostrado em 13 de setembro de 2011. A canção foi tocada na drama da série de televisão dramática The Secret Circle, no décimo quarto episódio da primeira temporada, intitulada de "Valentine". A canção também aparece no episódio "The Five", da 4ª temporada da série The Vampire Diaries. A canção já vendeu mais de 2 milhões de cópias nos Estados Unidos, no mês de agosto de 2012. No Brasil, foi música-tema da personagem Amora Campana (Sophie Charlotte), da novela Sangue Bom (2013), sendo um dos temas musicais utilizados nas vinhetas de abertura da trama, assim como das que assinalam o início e o fim dos intervalo da mesma.

## Vídeo da música
O vídeo da música "Feel So Close" estreou no canal oficial de Harris no YouTube, em julho de 2011.
O vídeo descreve Harris observando uma garota sentada junto a ele, mostrando vários grupos de jovens dançando, como foi o tema do vídeo anterior. Possui também um agricultor e seu cavalo, que tornou-se destaque na capa do single. Foi filmado em torno de Kern County, na Califórnia.

## Recepção da crítica
Robert Cospey da Digital Spy, deu à canção 4/5 estrelas, na letra, dizendo: "I feel so close to you right now/ It's a force field, ele canta e fala de uma forma desajeitada, porém, apaixonado enquanto toca os acordes do piano melancólico, antes da alegre letra do refrão, com menos sons de sirenes eletrônicos e sintetizadores malucos vinculados ao redor de um cavalo chucro em um rodeio no Texas. O resultado é uma melancólica e emocionante batida — e como para os vocais, assim, se você quer algo bem feito..."

## Lista de faixas
- 12"

1. "Feel So Close" (Extended Mix) – 5:33
2. "Feel So Close" (Benny Benassi Remix) – 5:22
3. "Feel So Close" (Nero Remix) – 4:47
4. "Feel So Close" (Dillon Francis Remix) – 5:14

- Download digital[5]

1. "Feel So Close" (Radio Edit) – 3:28
2. "Feel So Close" (Extended Mix) – 5:33
3. "Feel So Close" (Nero Remix) – 4:47
4. "Feel So Close" (Benny Benassi Remix) – 5:22
5. "Feel So Close" (Dillon Francis Remix) – 5:14
6. "Feel So Close" (Nero Dub) – 4:45
7. "Feel So Close" (Instrumental) – 3:29
8. "Feel So Close" (Special Features Remix) - 6:38
9. "Feel So Close" (Annddy Remix) - 3:46

## Gráficos e certificações
| País/Parada (2011–2013)                     | Melhor posição |
| ------------------------------------------- | -------------- |
| Austrália (ARIA)                            | 7              |
| Bélgica (Ultratop 50 Flanders)              | 25             |
| Bélgica (Ultratop 40 Valônia)               | 3              |
| Brasil (Hot 100 Airplay)                    | 25             |
| Brasil (Hot Pop Songs)                      | 6              |
| Canadá (Canadian Hot 100)                   | 9              |
| Escócia (Scottish Singles and Albums Chart) | 1              |
| Eslováquia (IFPI)                           | 91             |
| Espanha (PROMUSICAE)                        | 11             |
| Estados Unidos (Billboard Hot 100)          | 12             |
| Estados Unidos (Adult Pop Songs)            | 28             |
| Estados Unidos (Digital Songs)              | 11             |
| Estados Unidos (Hot Dance Club Songs)       | 33             |
| Estados Unidos (Latin Songs)                | 26             |
| Estados Unidos (Latin Airplay)              | 26             |
| Estados Unidos (Latin Pop Songs)            | 20             |
| Estados Unidos (On-Demand Songs)            | 9              |
| Estados Unidos (Pop Songs)                  | 8              |
| Estados Unidos (Radio Songs)                | 13             |
| Estados Unidos (Top Heatseekers)            | 2              |
| França (SNEP)                               | 13             |
| Hungria (Radiós Top 40)                     | 12             |
| Irlanda (IRMA)                              | 2              |
| Nova Zelândia (RIANZ)                       | 5              |
| Países Baixos (MegaCharts)                  | 32             |
| Reino Unido (UK Singles Chart)              | 2              |
| Reino Unido (UK Dance Chart)                | 1              |
| Reino Unido (Official Streaming Chart)      | 66             |
| Chéquia (IFPI)                              | 77             |
| Roménia (Romanian Top 100)                  | 31             |

| País/Parada (2011–2012)                   | Melhor posição |
| ----------------------------------------- | -------------- |
| Austrália (ARIA)                          | 43             |
| Estados Unidos (Billboard Hot 100)        | 42             |
| Nova Zelândia (RIANZ)                     | 41             |
| Reino Unido (The Official Charts Company) | 46             |

| Austrália (ARIA)                                                                                               | 4× Platina | 280.000^  |
| Canadá (Music Canada)                                                                                          | 3× Platina | 240.000^  |
| Estados Unidos (RIAA)                                                                                          | Platina    | 2.172.000 |
| Nova Zelândia (RIANZ)                                                                                          | Platina    | 15.000 *  |
| * Números de vendas com base em certificação individual ^ Valores enviados com base em certificação individual |            |           |

## Histórico de lançamento
| País           | Data                    | Formato                  | Gravadora        |
| -------------- | ----------------------- | ------------------------ | ---------------- |
| Irlanda        | 19 de agosto de 2011    | Download digital         | Columbia Records |
| Estados Unidos | 14 de fevereiro de 2012 | Mainstream radio airplay | Ultra Records    |